# Scilla (traghetto)
Scilla è un traghetto ferroviario appartenente a Rete Ferroviaria Italiana, utilizzato principalmente per trasporto rotabili, auto e passeggeri nello stretto di Messina.

## Storia operativa

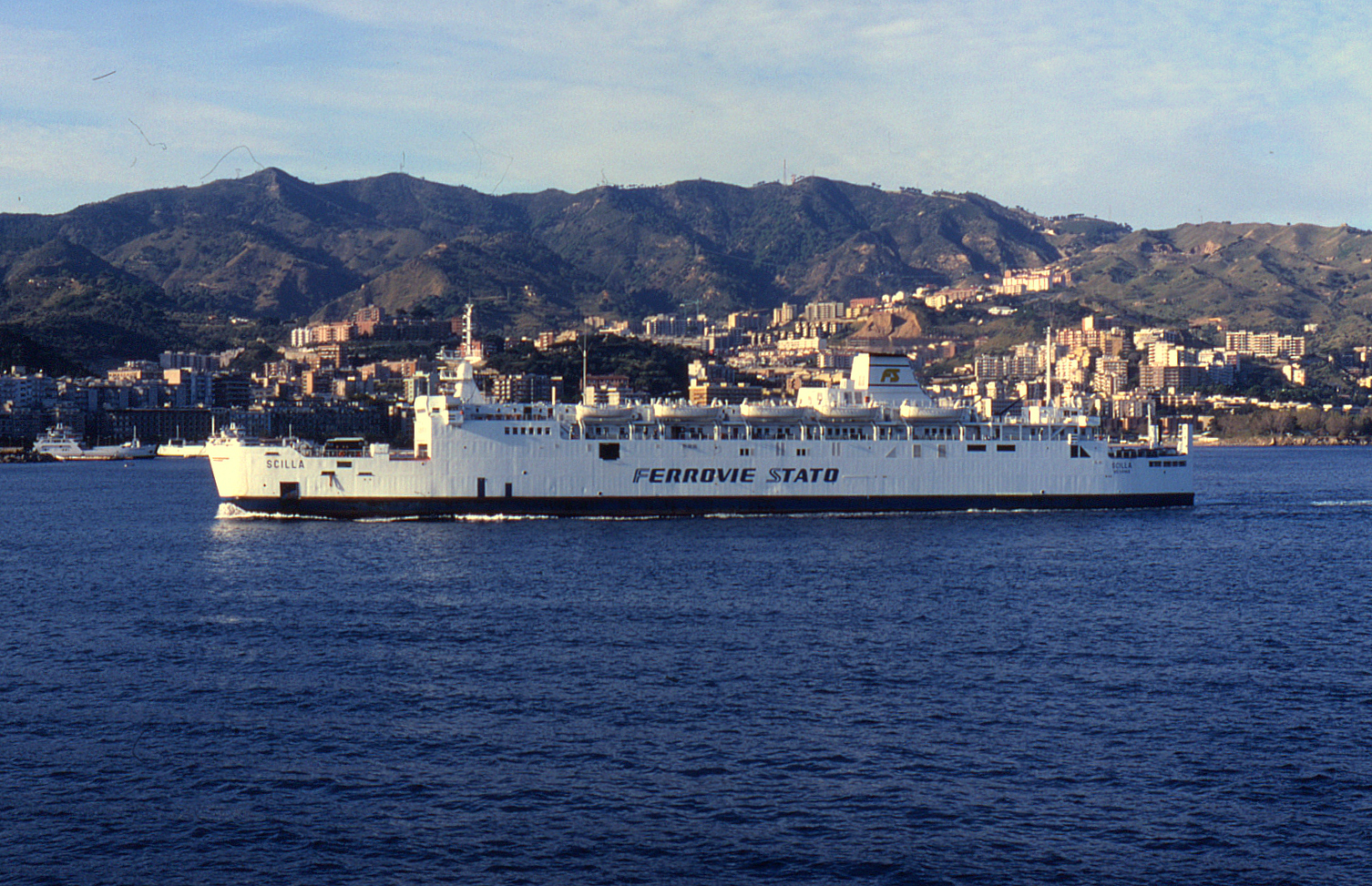
Scilla nello stretto di Messina nel 1995 con la livrea FS.

Lo Scilla fa parte di una classe di tre gemelle, ordinate dalle Ferrovie dello Stato nell'ambito di un progetto di rinnovamento della propria flotta per il trasporto di rotabili ferroviari e di veicoli gommati. Costruita nel 1985 nei cantieri navali di Castellammare di Stabia, la nave era progettata specificamente per l'uso nello Stretto di Messina, pur presentando anche caratteristiche tecniche che le permettevano di attraccare nelle invasature di Civitavecchia e Golfo Aranci, in modo da poter essere utilizzata anche nei collegamenti da e per la Sardegna.
Il ponte principale della nave ha 4 binari per il trasporto di vagoni ferroviari, mentre il ponte superiore è totalmente destinato al trasporto di autovetture; l'accesso degli autoveicoli avviene tramite due rampe laterali. La Scilla è dotata di quattro motori diesel, che le permettono di raggiungere una velocità massima di venti nodi. Non è dotata di stabilizzatori, pur essendo predisposta al montaggio.
La nave è stata utilizzata principalmente sul collegamento Villa San Giovanni - Messina, con l'eccezione di brevi impieghi sulla rotta sarda; dall'11 al 27 aprile 1999 fu utilizzata per collegare Bari e Durazzo nell'ambito della Missione Arcobaleno. Nel 2000 fu sottoposta ad importanti lavori di ristrutturazione, durante i quali le scialuppe furono sostituite da zatterini gonfiabili.

## Navi gemelle
- Villa
- Logudoro (Demolito nel 2025)